# Sos del Rey Católico
Sos del Rey Católico (in aragonese Sos d'o Rei Catolico, in basco Sause) è un comune spagnolo di 738 abitanti situato nella comunità autonoma dell'Aragona.

## Storia
Lo sviluppo del paese è legato alla prima fase della Riconquista (X secolo). Nel 938 la località viene menzionata per la prima volta in un documento. Apparteneva all'epoca al regno di Pamplona e solo attorno alla metà dell'XI secolo fu integrata nel Regno d'Aragona. A Sos nacque nel 1452 Ferdinando II d'Aragona. 
Nell'abitato sono degni di rilievo il Palazzo dei Sada, maestoso edificio gotico del XV secolo e il Palazzo Municipale, in stile rinascimentale con reminiscenze gotiche (XVI secolo).

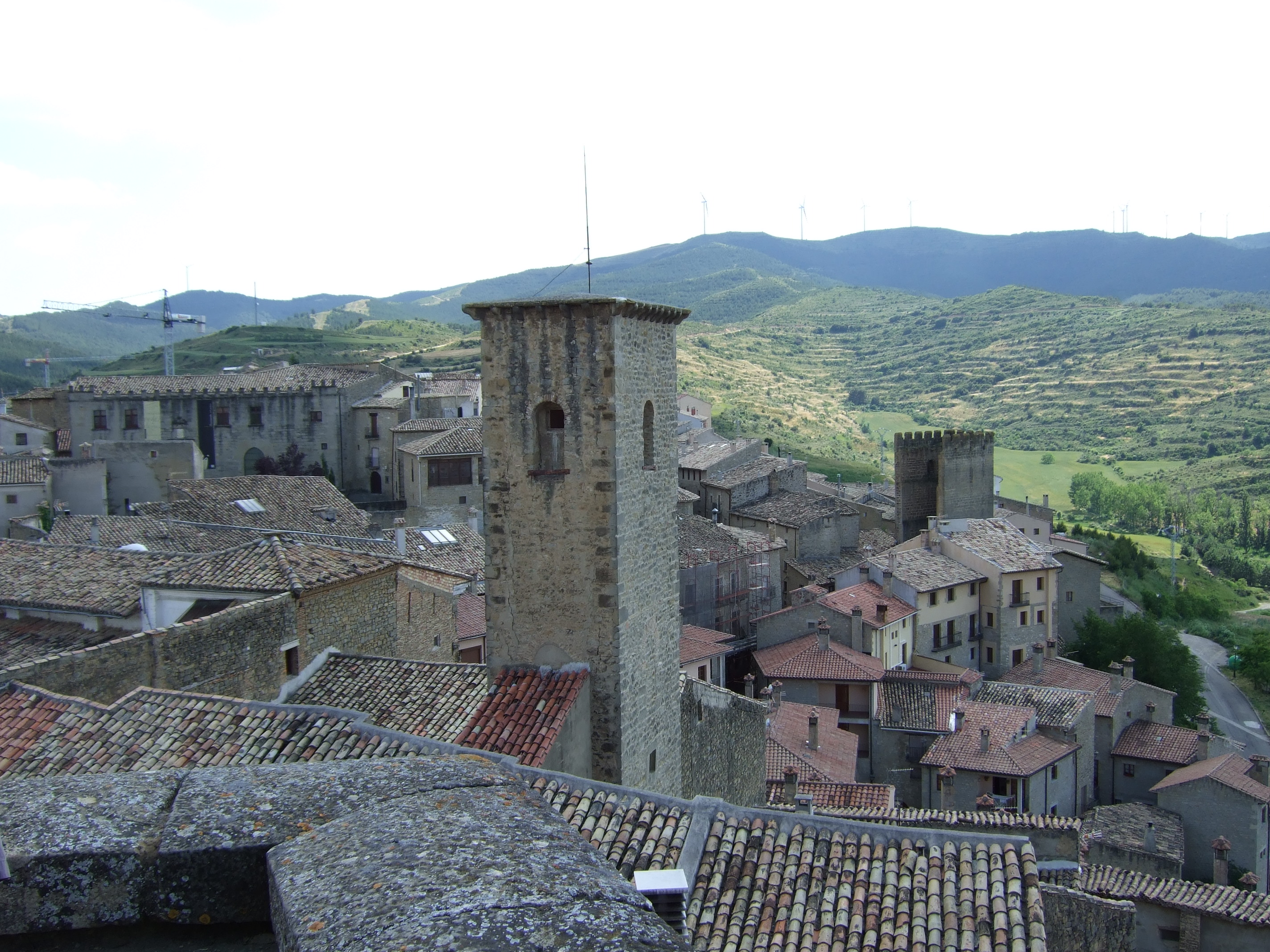
Panorama
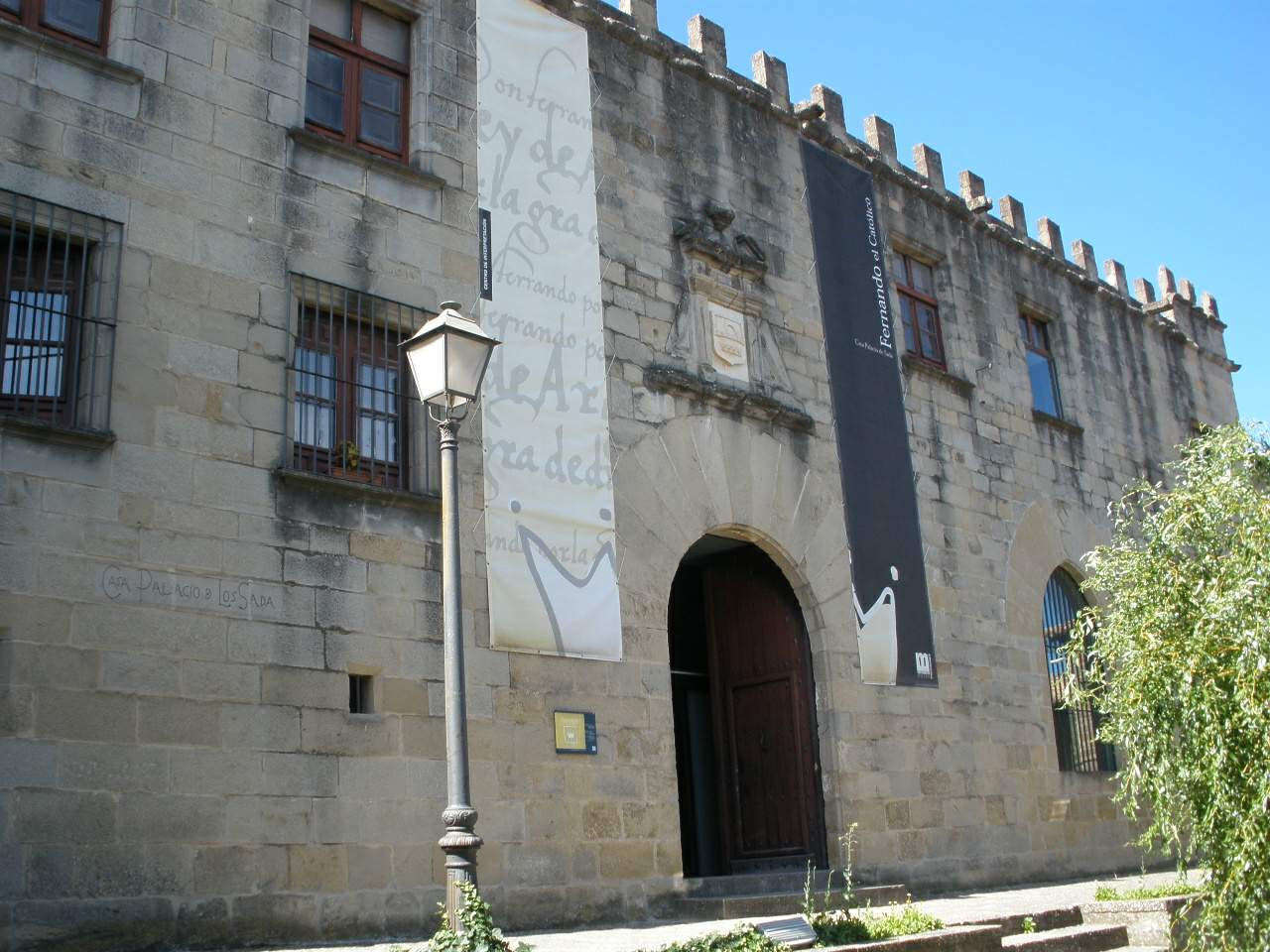
Palazzo Sada
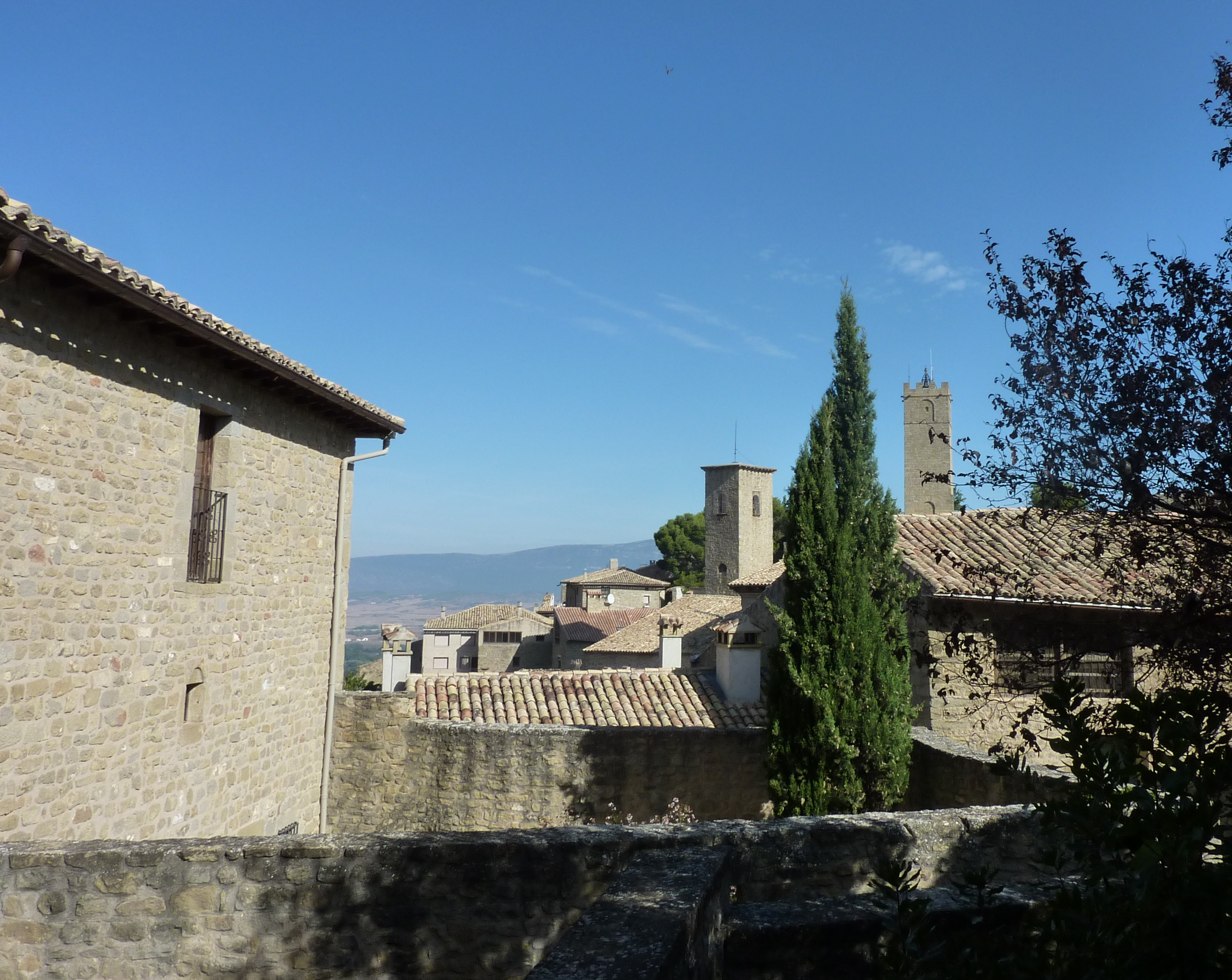
Panorama
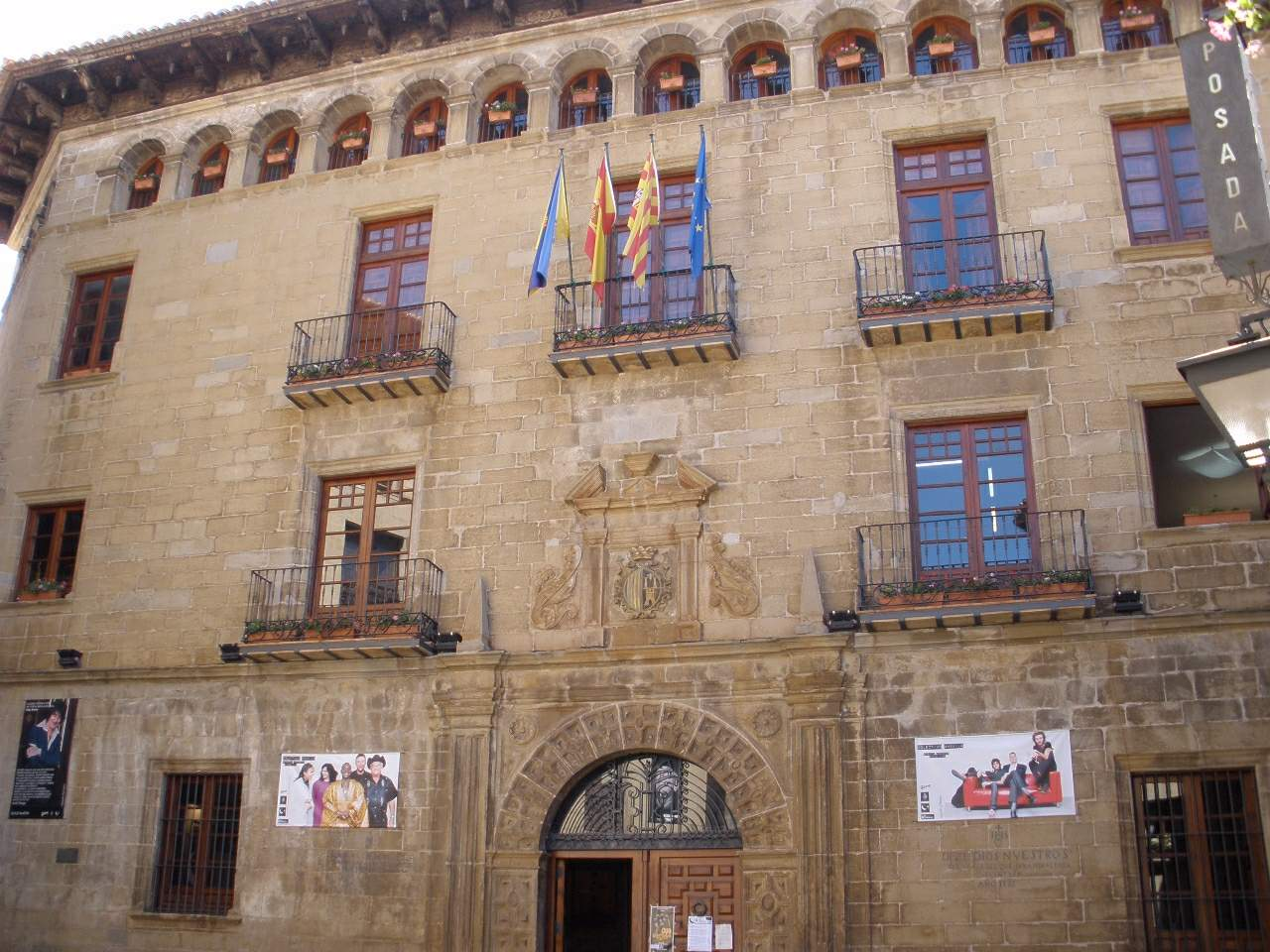
Municipio
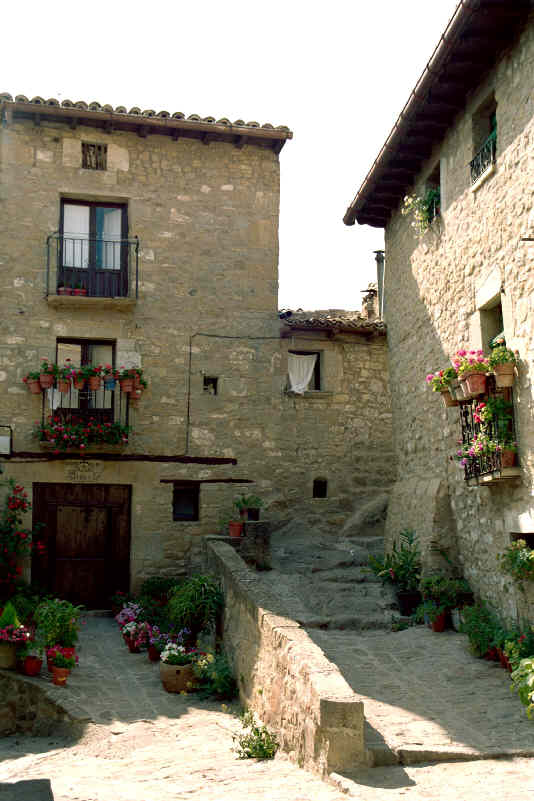
Strada

## Amministrazione

### Gemellaggi
- Palermo, dal 2014